# Bretten

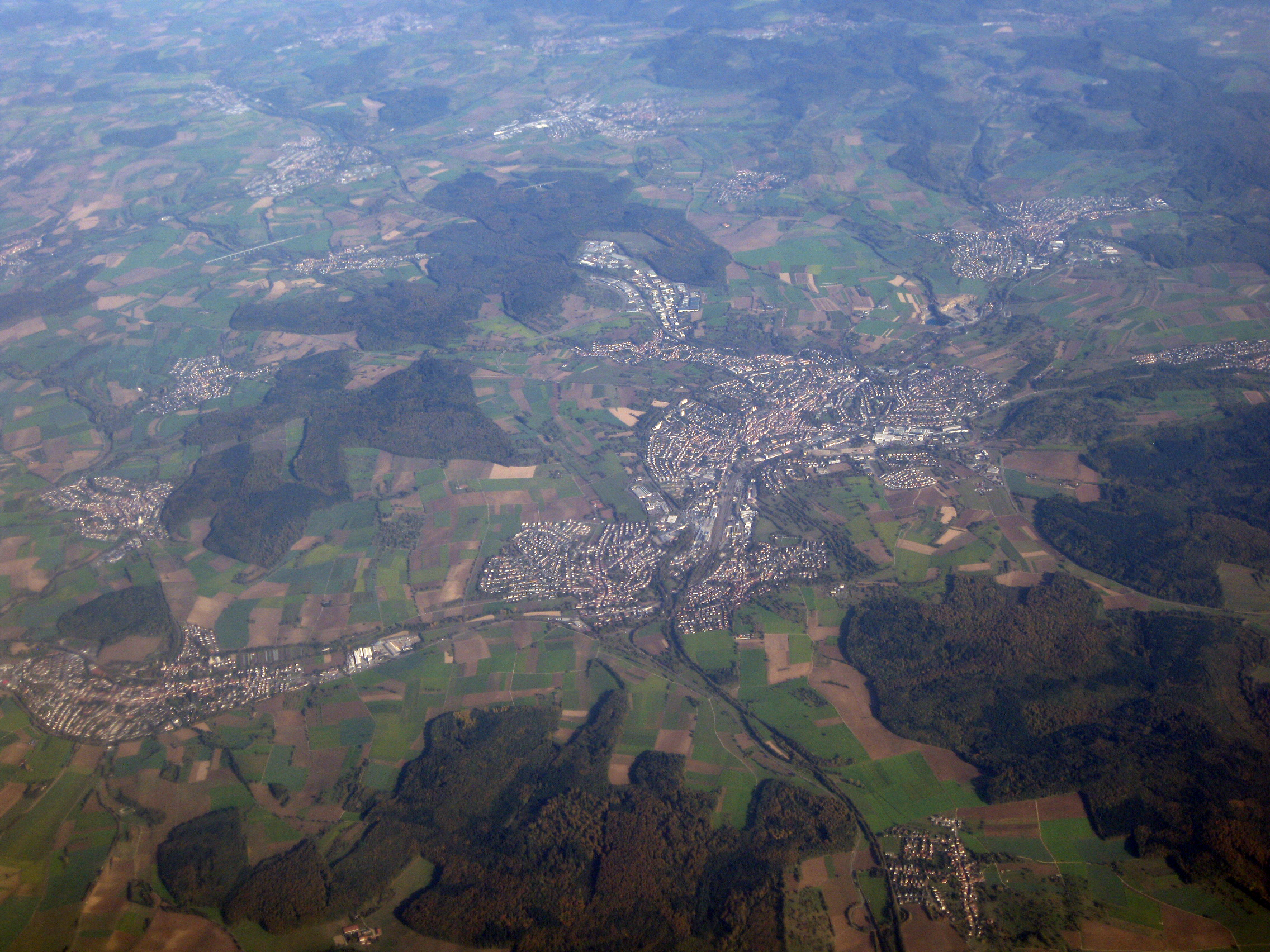
Vista aérea de oeste a este

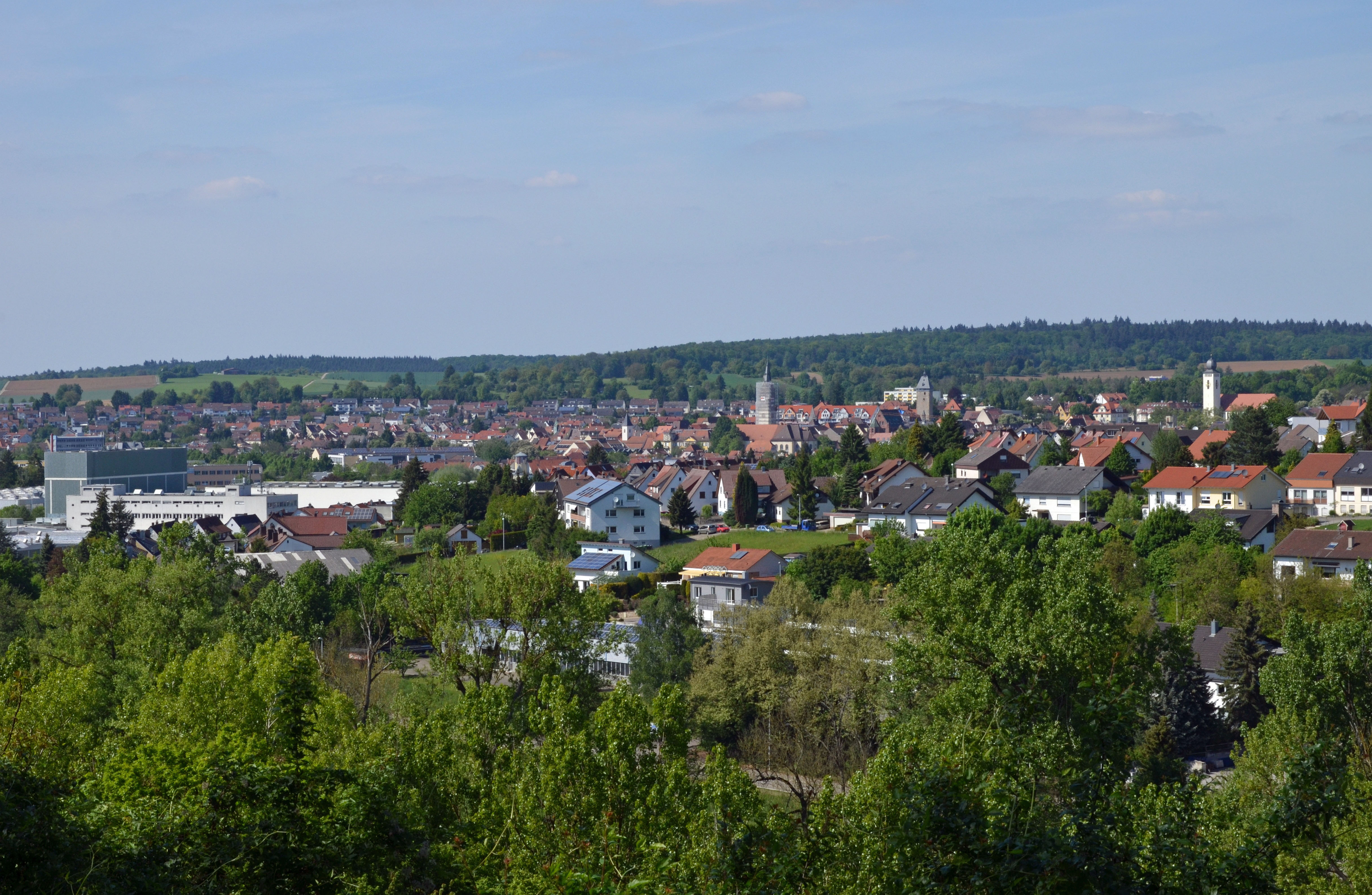
Vistas de Bretten desde Burgwäld

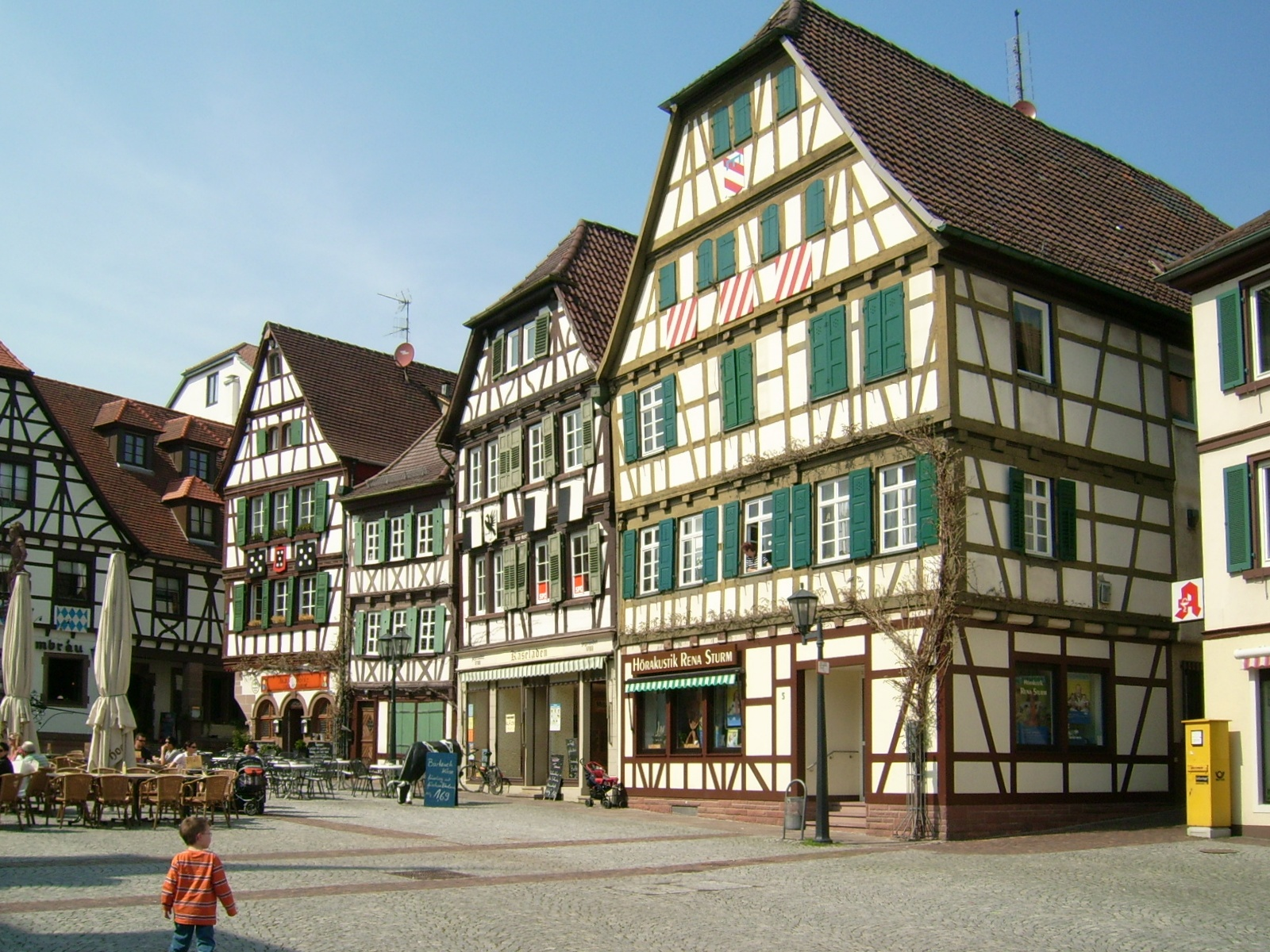
Plaza del Mercado

Bretten es una ciudad en el oeste de Kraichgau, a unos 23 km al noreste de Karlsruhe, en Baden-Wurtemberg. Después de Bruchsal y Ettlingen, es la tercera ciudad más grande del Distrito de Karlsruhe. Desde el 1 de enero de 1975, Bretten es considerada como Gran Ciudad. 
El hijo más famoso de la ciudad es Felipe Melanchthon, teólogo protestante, contemporáneo de Lutero, por lo que Bretten es renombrada como  "Melanchthonstadt" (la ciudad de Melanchthon).

## Geografía

### Ubicación

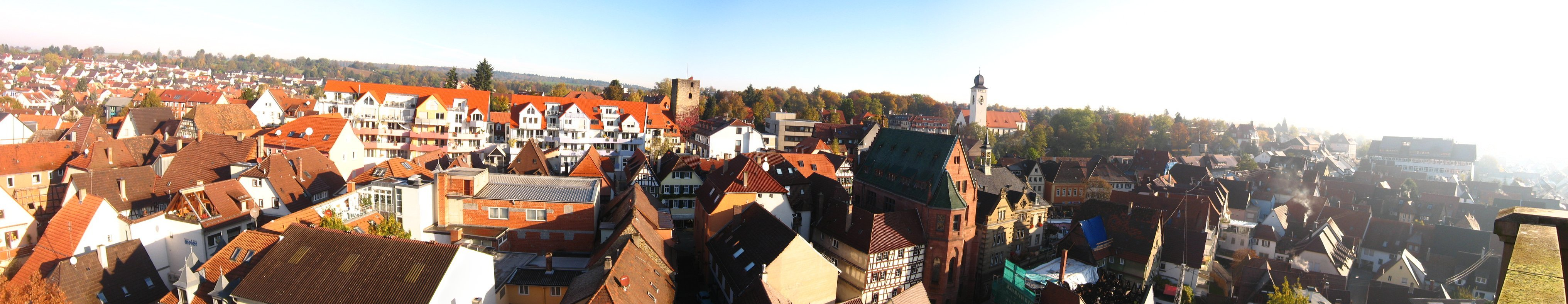
Vista desde el norte

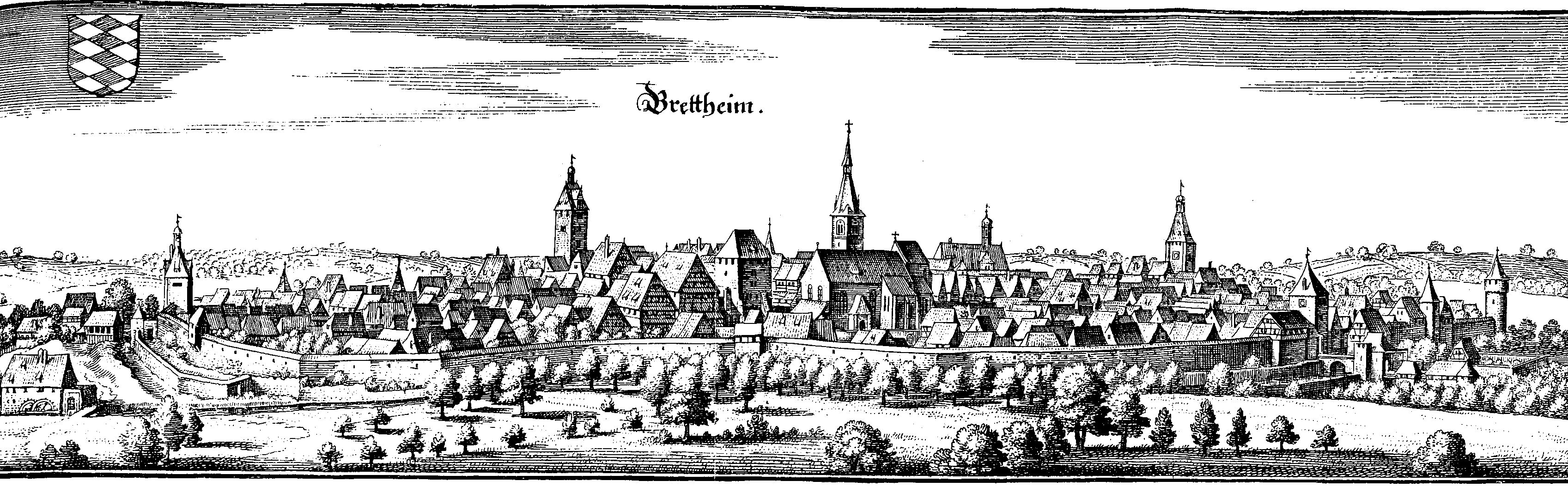
Bretten en 1645 en un grabado de Matthäus Merian

Bretten está situada en Kraichgau, entre los ríos Walzbach y Saalbach, en el suroeste hasta el Kraichbachtal en el noreste. La ciudad se encuentra a unos 17 km al norte de Pforzheim y 39 km al suroeste de Heilbronn. 

### Datos para la historia de la ciudad
- 767 mención como Villa Breteheim en Lorscher Codex.
- 1120 Bretten está a las afueras del Kraichgau.
- 1158 pertenece al Conde de Eberstein.
- 1254 primera mención de Bretten como "Ciudad".
- 1349 Bretten como Reichspfandschaft de Electorado del Palatinado, sede del Vogt.
- 1497 nace Felipe Melanchthon en la casa de su abuelo Johann Reuter.
- 1504 se defiende Bretten con éxito contra Ulrico de Wurtemberg con 30.000 hombres.
- 1560 muere Fepile Melanchthon en Wittenberg.
- 1689 Bretten es destruido en la guerra de Sucesión del Palatinado. Inmediata reconstrucción de algunas de las casas que aún hoy existen.
- 1853 primer ferrocarril de la línea de Bruchsal-Bretten.
- 1897-1903 construcción de la casa conmemorativa de Melanchthon en la plaza del Mercado por Nicolaus Müller y el concejal Georg Wörner.
- 1880/81 construcción de la Sinagoga.
- 1934, la fiesta de san Pedro y san Pablo se celebra por primera vez en un marco más amplio.
- 1938 destrucción de la Sinagoga en la Noche de los cristales rotos.
- 1971-1975 integración de nueve municipios, por lo que la población sobrepasó los 20.000 habitantes.
- 1992 inauguración de la línea ferroviaria de Karlsruhe a Bretten.
- 1994 apertura de la línea de Bruchsal a Bretten.
- 1997 aniversario de Melanchthon.
- 2001 inauguración en el parque de la ciudad de un monumento conmemorativo de la deportación de judíos de Bretten.

### Religiones
El territorio de la ciudad de Bretten pertenecía, desde su fundación en 1283 al Obispado de Espira. A partir de 1536 vinieron los anabaptistas y a partir de 1556 los luteranos (cada ciudad solo podía pertenecer a la religión que decidía su gobernante). Bretten fue sede de un Decanato. La mayoría de los barrios de Bretten cuentan con una parroquia protestante.
A pesar de la Reforma protestante, en Bretten continuó habiendo católicos. En el año 1705, 133 católicos frente a 520 luteranos y 390 reformados o calvinistas. Los barrios de Bauerbach, Büchig y Neibsheim conservan hasta el día de hoy una mayoría católica; antes de 1803 pertenecían a la Diócesis de Espira. 
Además de las dos grandes Iglesias cristianas, en Bretten hay comunidades de otras iglesias, incluyendo una iglesia evangélica Bautista, la Iglesia Nueva Apostólica y la de los Testigos de Jehová.
Para la población musulmana se construyó en 1985 la Mezquita Verde de inmigrantes turcos, perteneciente a la DITIB (Unión Turco-Islámica).
En 2015, Bretten recibió el título honorífico de "Ciudad de la Reforma de Europa" otorgado por la Comunidad de Iglesias Evangélicas de Europa.

### Comunidades integradas

1 enero 1971:Rinklingen(2191/2089 habitantes)
2 febrero 1972:Bauerbach(1250/1266 habitantes)
1 marzo 1972:Neibsheim, Bruchsal(1848/1850 habitantes)
1 junio 1972:Dürrenbüchig(571/560 habitantes)
1 enero 1973:Ruit(1502/1466 habitantes)
1 enero 1973:Sprantal(404/384 habitantes)
1 enero 1974:Büchig bei Bretten(1496/1474 habitantes)
1 enero 1975:Diedelsheim(3546/3573 habitantes)
1 enero 1975:Gölshausen(1719/1724 habitantes)

### Geografía
Estadísticas poblacional estimada (1), así como oficiales de los respectivos institutos nacionales de Estadística.
| Año                       | Habitantes |
| ------------------------- | ---------- |
| 1500                      | 300        |
| 1688                      | 287        |
| 1694                      | 80         |
| 1705                      | 1043       |
| 1744                      | 2529       |
| 1784                      | 2247       |
| 1825                      | 2922       |
| En 1845                   | 3226       |
| 3 de diciembre de 1858    | 3160       |
| 1 de diciembre de 1871    | 3433       |
| 1 de diciembre de 1880 1  | 4034       |
| 1 de diciembre de 1890, 1 | 4020       |
| 1 de diciembre de 1900 1  | 4781       |
| 1 de diciembre de 1910 1  | 5323       |
| 8 de octubre de 1919 1    | 5549       |

| Año                         | Habitantes |
| --------------------------- | ---------- |
| 16 de junio de 1925, 1      | 5621       |
| 16 de junio de 1933 1       | 5641       |
| 17 de mayo de 1939, 1       | 5623       |
| diciembre de 1945 1         | 6002       |
| 13 de septiembre de 1950, 1 | 8697       |
| 6 de junio de 1961 1        | 9978       |
| 27 de mayo de 1970 1        | 11.651     |
| 31 de diciembre de 1975,    | 22.140     |
| 31 de diciembre de 1980     | 22.937     |
| 25 de mayo de 1987 1        | 23.711     |
| 31 de diciembre de 1990     | 24.264     |
| 31 de diciembre de 1995     | 26.041     |
| 31 de diciembre de 2000     | 27.352     |
| 31 de diciembre de 2005     | 28.097     |
| 31 de diciembre de 2010     | 28.466     |

| Año                     | Habitantes |
| ----------------------- | ---------- |
| 31 de diciembre de 2015 | 28.459     |

## Cultura y lugares de interés

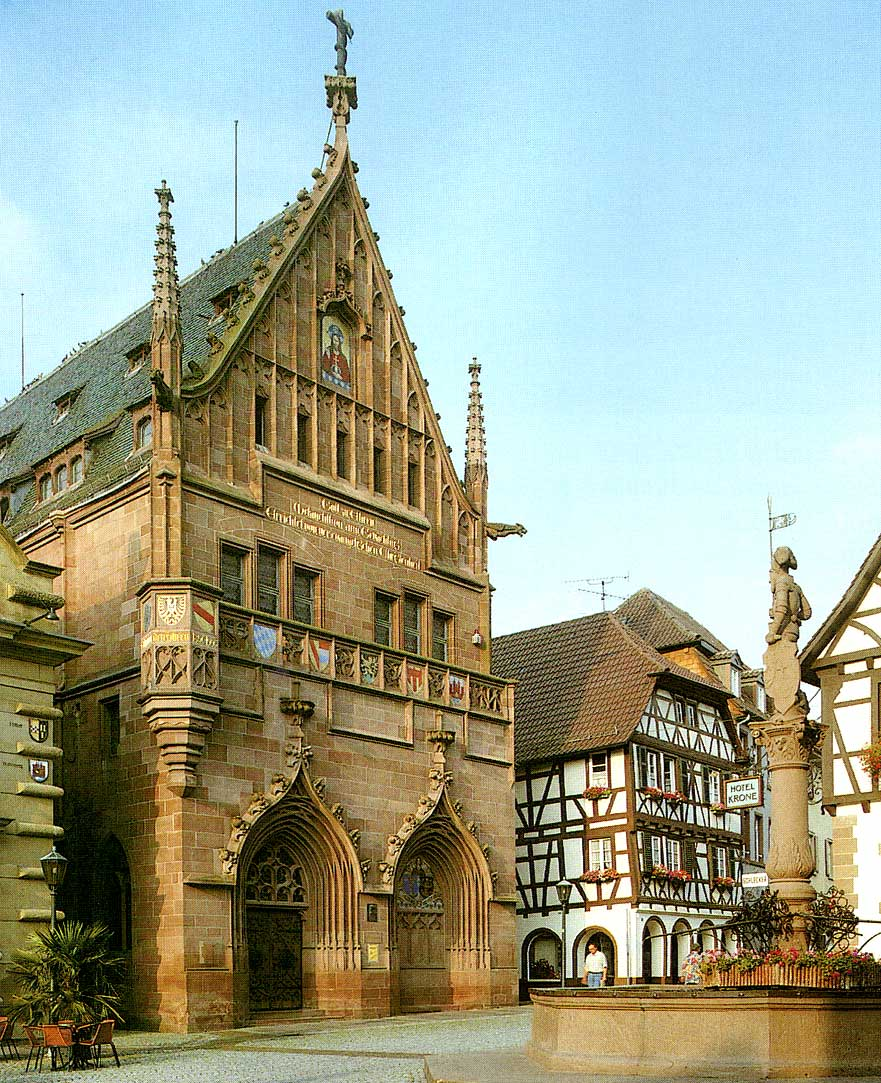
Plaza del Mercado, con la casa de Melanchthon

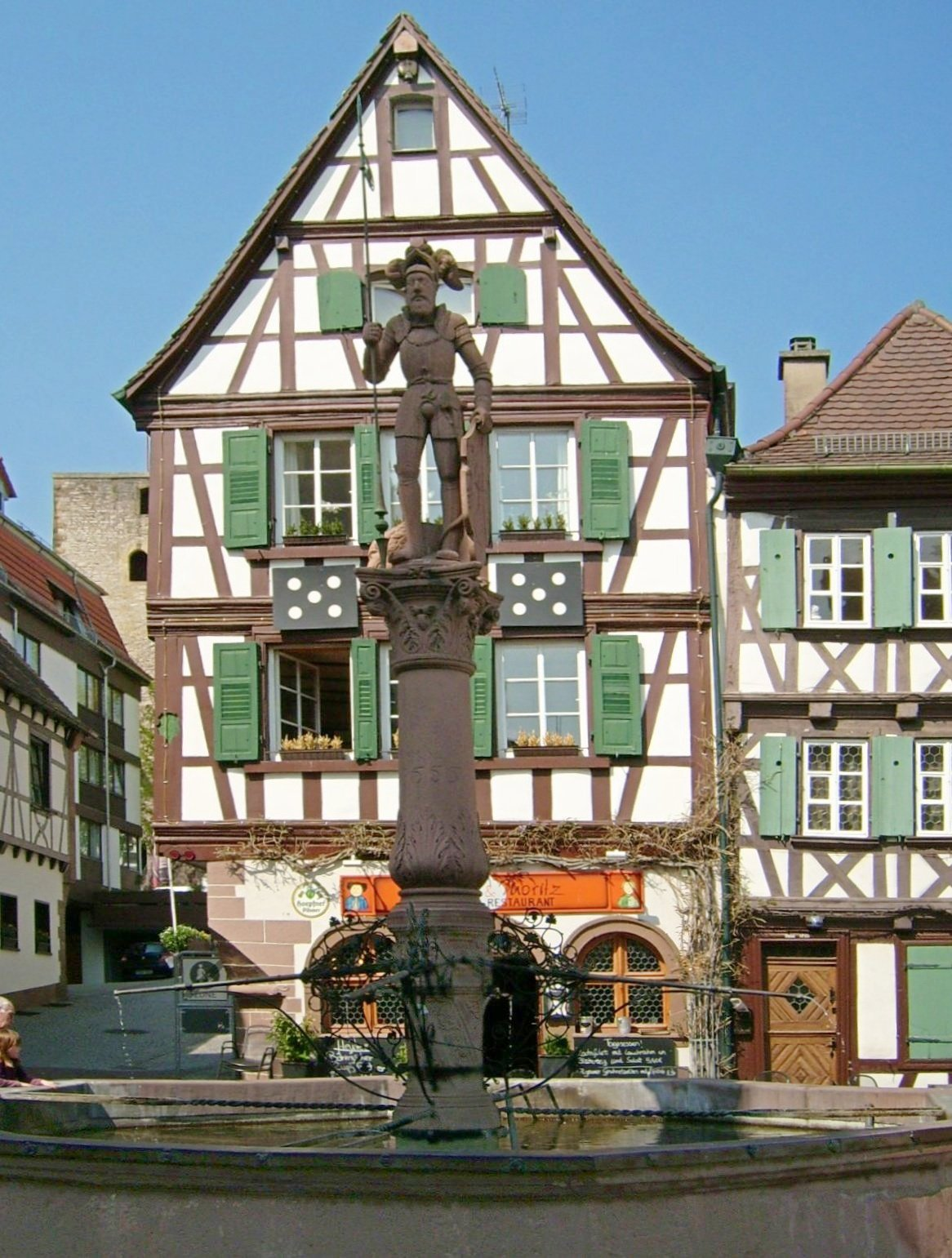
Fuente de la plaza

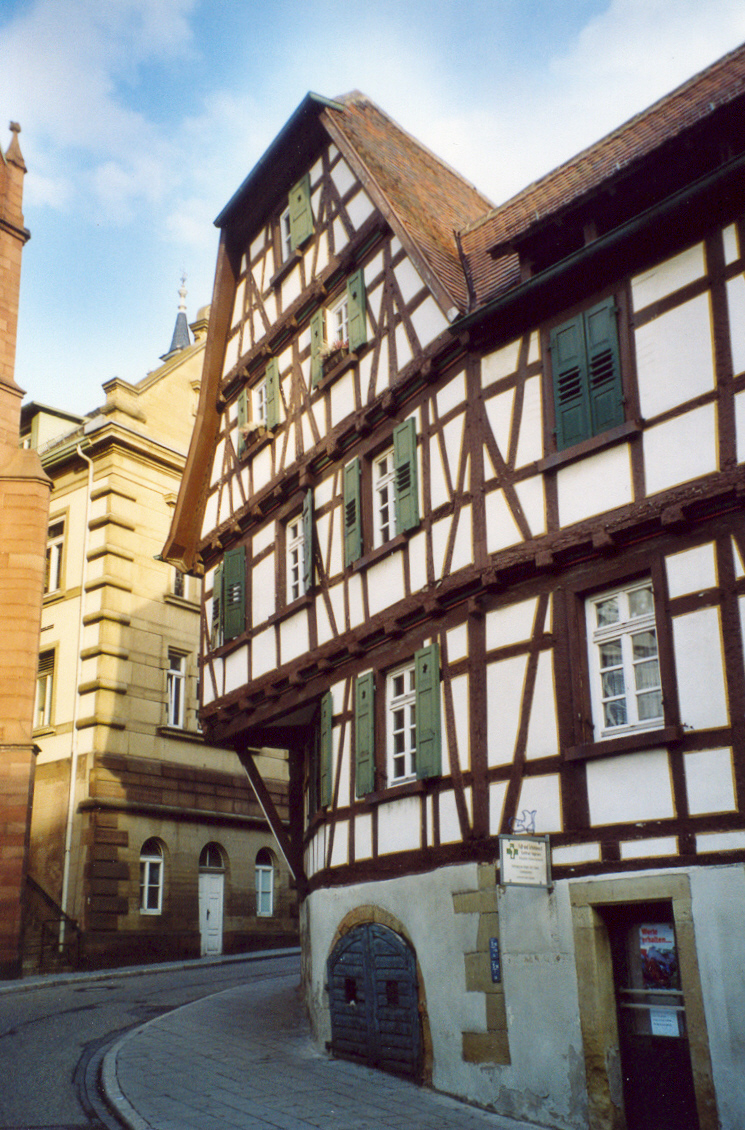
Hebererhaus antes del gran incendio de la ciudad en septiembre de 2007

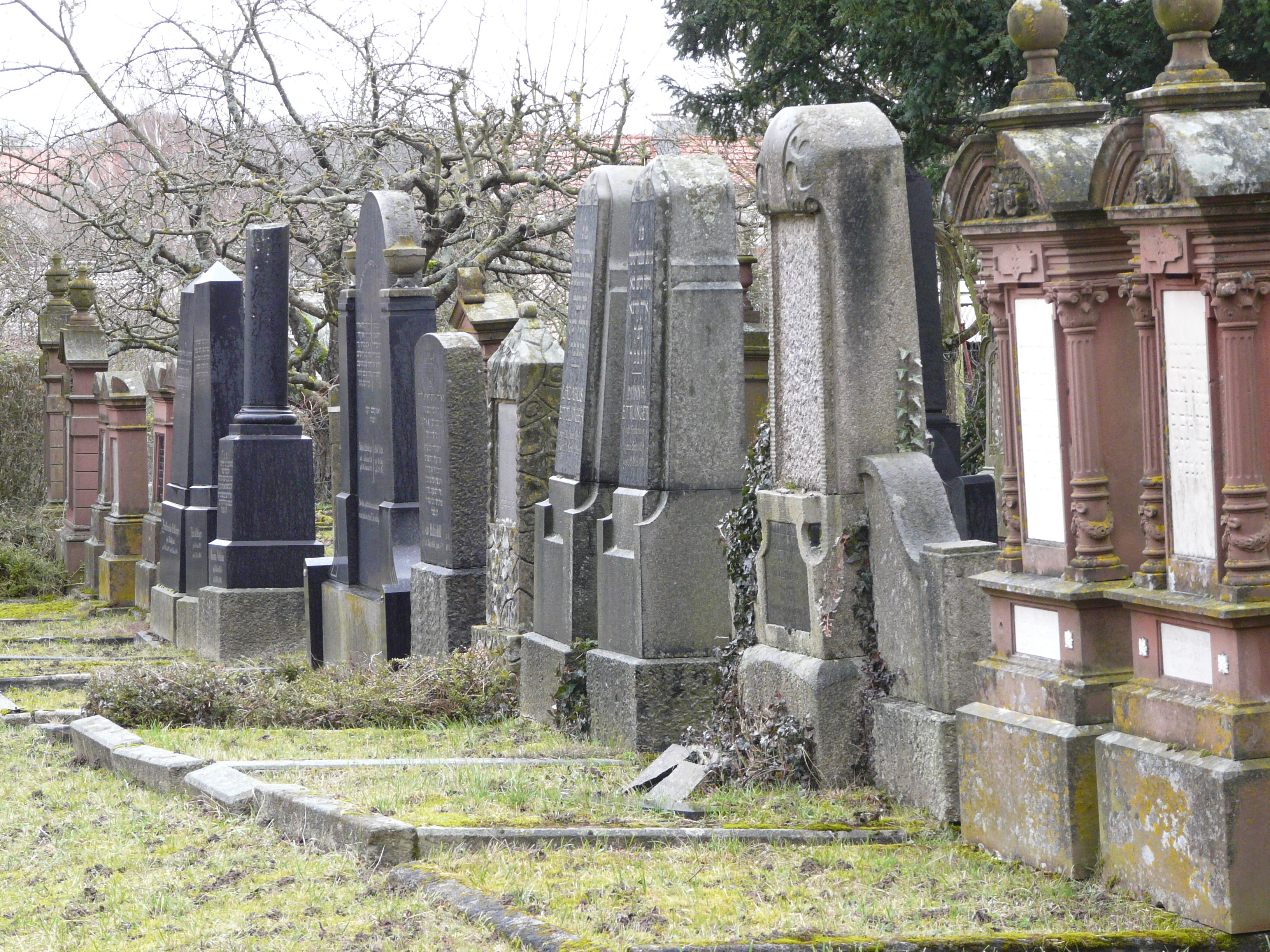
Cementerio judío